# Сухмань
Сухмань — река в России, протекает в Сергиево-Посадском городском округе Московской области.
Исток — у деревни Боблово. Течёт на север через Барово, Ново и Мардарьево. Нижнее течение окружено сетью мелиоративных каналов. Впадает в Сулать в 15 км от её устья по левому берегу. Длина — 16 км, площадь водосборного бассейна — 65,5 км².
По данным Государственного водного реестра России, относится к Верхневолжскому бассейновому округу. Речной бассейн — (Верхняя) Волга до Куйбышевского водохранилища (без бассейна Оки), речной подбассейн — бассейны притоков (Верхней) Волги до Рыбинского водохранилища, водохозяйственный участок — Волга от Иваньковского гидроузла до Угличского гидроузла (Угличское водохранилище).